# Janez Adam II. Lihtenštajnski
Janez Adam II. (nemško Johannes Adam Ferdinand Alois Josef Maria Marco d’Aviano Pius Fürst von und zu Liechtenstein, Herzog von Troppau und Jägerndorf, Graf zu Rietberg, Regierer des Hauses von und zu Liechtenstein), od leta 1989 vladajoči lihtenštajnski knez, * 14. februar 1945, Zürich, Švica.
Janez Adam II. je sin kneza Franca Jožefa II. in njegove žene, grofice Georgine von Wilczek. Ima tudi naziv vojvoda Troppau in Jägerndorf ter grof Rietberg. Pod njegovo vladavino so se z ustavnim referendumom leta 2003 razširila pooblastila lihtenštajnskega kneza. Leta 2004 je Janez Adam II. vsakodnevne vladne naloge prenesel na svojega najstarejšega sina dednega kneza Alojza kot regenta, kot mu je leta 1984 podelil oče, da bi ga pripravil na to vlogo.

## Nazivi, slogi in odlikovanja

### Nazivi in slogi
- 14. februar 1945 – 13. november 1989: His Serene Highness The Hereditary Prince of Liechtenstein
- 13. november 1989 – danes: His Serene Highness The Prince of Liechtenstein

The official title of the monarch is "Prince of Liechtenstein, Duke of Troppau and Jägerndorf, Count of Rietberg, Sovereign of the House of Liechtenstein" (nemško Fürst von und zu Liechtenstein, Herzog von Troppau und Jägerndorf, Graf zu Rietberg, Regierer des Hauses von und zu Liechtenstein).

### Odlikovanja in nagrade

#### Tuja odlikovanja
- Avstrija
  -  Avstro-ogrska cesarska in kraljeva družina: 1305. vitez z ovratnikom reda zlatega runa[5]
  -  Avstrija: Veliki častni križ za zasluge za Republiko Avstrijo, velika zvezda[6]
- Bavarska kraljeva družina: Viteški veliki križ reda svetega Huberta

#### Nagrade
- Avstrija: Častni naziv Univerze v Innsbrucku[7]
- Romunija: Častni naziv Univerze Babeș-Bolyai[8]